# Manfredo da Barbiano
Manfredo da Barbiano (Barbiano, ... – Mantova, 1430) è stato un nobile, condottiero e capitano di ventura italiano, conte di Copertino e Cunio e signore di Bisceglie, Casamassima, Castel Bolognese, Conselice, Conversano, Giovinazzo, Lugo, Trani e Vignola.

## Biografia
Come per il fratello maggiore Lodovico, anche di Manfredo si sa poco o nulla dell'infanzia. Le prime notizie certe si hanno intorno al 1395, quando al fianco dello zio riprese il possesso, con l'inganno, di Lugo e Conselice, cadute in mano agli estensi.
Quattro anni più tardi, nel 1399, fu catturato da Filippo da Pisa e dagli estensi sul Panaro, dopo aver conquistato con lo zio Vignola. La sua libertà fu ottenuta con la consegna della città emiliana agli estensi. Nel 1405 perse Barbiano, che venne presa dai guelfi. Nel 1408 il fratello Lodovico gli sottrasse Lugo e Conselice. Morì nel 1430 a Mantova.

## Discendenza
Si sposò prima con Anna Bevilacqua, figlia di Guglielmo Bevilacqua, e poi, nel 1422, con Antonia Sforza, figlia del condottiero Muzio Attendolo Sforza. Lo storico Galeazzo Gualdo Priorato scrisse di un matrimonio con «Isabella, figlia del marchese della città di Bisseglii (Bisceglie), della nobilissima casa di Monfort»; anche il Rizzo Zambonini dei Ritii indaga la questione in tal senso, riportando che « [...] sposò Isabella de Montfort (figlia del marchese di Bisceglie), della casa ducale di Bretagna, giunta nel sud d'Italia con la discesa dei primi re di Francia. Da questa ultima unione derivò il ramo dei Barbiano conti di Trani, la cui memoria si perde nel passato».